# Блюменфельд, Эрвин
Эрвин Блюменфельд (нем. Erwin Blumenfeld) — немецкий фотограф XX века. Наряду с М. Мункачи, А. де Мейером, И. Пенном внёс огромный вклад в развитие fashion-фотографии. Сотрудничал с такими изданиями как Vogue и Harper’s Bazaar.

## Биография
Родился в Берлине в 1897 году в еврейской семье. У него были старшая сестра и младший брат.
Фотографией заинтересовался ещё во время обучения в школе. Наряду с фотографией проявлял интерес к живописи. В 11 лет ему подарили первую камеру, используя которую он не раз делал свои автопортреты.
В 1913 году в связи со смертью отца Эрвин принимает решение бросить учёбу и следующие несколько лет своей жизни связывает с изготовлением одежды. Параллельно с этим он становится частым гостем в Café des Westens, где собираются видные деятели искусства (особенно писатели и художники-экспрессионисты).
Во время Первой мировой войны его призывают на фронт. По её окончании покидает Германию и уезжает в Амстердам в 1918 году, где открывает свою небольшую портретную студию. Как фотографа-сюрреалиста его привлекают игра со светом и тенью, необычные ракурсы, использование зеркал, создание коллажей и т. д.
В 1936 году переезжает в Париж, где состоялась первая выставка его работ. В конце 30-х годов все более востребованной становится фотография моды. Именно в эти годы он начинает сотрудничать с французским изданием Vogue, а чуть позже устраивается обозревателем моды в Harper’s Bazaar.
В связи с началом Второй мировой войны и оккупацией Франции бежит с семьей в США в 1941 году. В США вновь занимается фотографией и именно тогда получает значительную известность как фотограф. Продолжает сотрудничество с ведущими периодическими изданиями. Никогда не оставляет свои активные художественные эксперименты со светом и цветом.
В 1945 году делает одну из своих известных фотографий для обложки мартовского номера Vogue — «The Red Cross».
Последние годы своей жизни посвящает завершению своей автобиографии, которая увидела свет уже после его смерти.